# Un paso adelante, dos pasos atrás

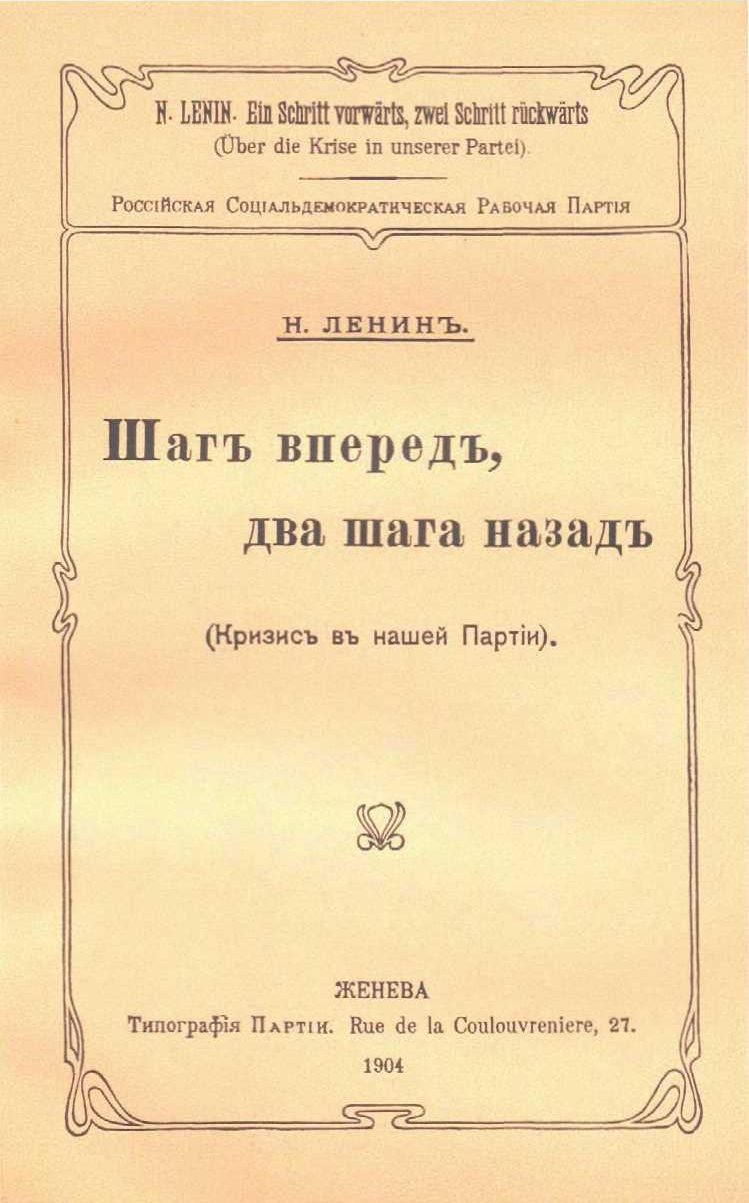
Portada de la edición de 1904

Un paso adelante, dos pasos atrás - La crisis en nuestro partido (en ruso: Шаг вперёд, два шага назад. Кризис в нашей партии) es una obra publicada el 19 de junio de 1904, por el político comunista y revolucionario ruso Vladímir Lenin. En él, Lenin defiende su rol en el II Congreso del Partido Obrero Socialdemócrata de Rusia, realizado en Bruselas y en Londres entre el 23 y el 30 de agosto de 1903. Lenin examina las circunstancias que llevaron a la división del Partido Obrero Socialdemócrata de Rusia (POSDR) entre la facción bolchevique ("mayoría") que él mismo lideró y la facción menchevique ("minoría") liderada por Yuli Mártov.